# Dekar
 Denne artikel bør gennemlæses af en person med fagkendskab for at sikre den faglige korrekthed.
    findes ikke på dansk

Dekar er en enhed for måling af areal.
En dekar (fra deka, 10 og ar) er lig 10 ar, som er lig 1000 kvadratmeter.
Symbolet for dekar er daa.
Dekar er ikke en SI-enhed.
Et ældre navn for dekar er mål.
Dekar, sammen med hektar, bruges særlig til at angive størrelse på et grundareal.
1 ar = 100 m²

1 dekar = 10 ar

10 dekar = 1 hektar

1000 dekar = 1 kvadratkilometer